# Joseph Michalski
Joseph Michalski (* 27. Mai 1814; † 5. Februar 1885) war ein westpreußischer Priester und Mitglied des Reichstags des Deutschen Kaiserreichs.

## Leben
Michalski studierte Theologie und wurde 1838 zum Priester geweiht. Ab 1856 war er Pfarrer an der St. Albrechtskirche in Danzig; später war er Pfarrer und Dekan in Langenau.
Von 1878 bis 1881 war er Reichstagsabgeordneter für den Reichstagswahlkreis Regierungsbezirk Danzig 2 und die Zentrumspartei.